# أديل سبيتزيدر
أديل سبيتزيدر (بالألمانية: Adele Spitzeder) (و. 1832 – 1895 م) هي ممثلة مسرحية، ومغنية، ومصرفية، وممثلة  ألمانية، ولدت في برلين، بدأت مشوارها المهني سنة 1856، توفيت في ميونخ، عن عمر يناهز 63 عاماً.